# Jándula (afluente del Guadalquivir)
El río Jándula es un río del sur de España, un afluente de la margen derecha del río Guadalquivir que transcurre por las provincias de Ciudad Real y Jaén. 

## Curso
Se forma de la unión de los ríos Montoro, Ojailén y Fresnedas en Sierra Madrona, al sur de la provincia de Ciudad Real. De régimen muy irregular atraviesa Sierra Morena por el parque natural de la Sierra de Andújar y desemboca en el Guadalquivir a la altura de La Ropera, pedanía de Andújar.
El embalse del Jándula, con capacidad de 322 hm³, tiene una potencia instalada de aproximadamente 15.000 kW.
De su curso es destacable la llamada hoz del río Jándula, una gran hendidura producida una intensa erosión a la salida del río del valle del Montoro y Robledillo.

### Galería
|                        |
| Cañón del río Jándula. |

|                     |
| Ribera del Jándula. |